# SDSS J084037.80+023710.7
SDSS J084037.80+023710.7 ist eine Galaxie im Sternbild Hydra südlich der Ekliptik. Sie ist schätzungsweise 659 Millionen Lichtjahre von der Milchstraße entfernt. Im selben Himmelsareal befindet sich u. a. die Galaxie IC 519.